# Cathal Goulding
Cathal Goulding (Dublín, Irlanda, 2 de enero de 1923 - 26 de diciembre de 1998) fue Intendente General del Ejército Republicano Irlandés (IRA) desde 1962 y posteriormente jefe de Estado Mayor de una de sus escisiones, el conocido como IRA Oficial, desde 1969 hasta 1972. 

## Primeros años: el restablecimiento del IRA
Miembro de una familia republicana de siete hermanos del este de Arran Street, en Dublín, Goulding participó como adolescente en Na Fianna Eireann, el ala juvenil del IRA en la que también ingresó su vecino y amigo de la infancia Brendan Behan. En 1939, cuando Goulding tenía 17 años, se unió al IRA. En diciembre de ese año participó en un asalto a las tiendas de municiones de las Fuerzas de Defensa Irlandesas - el Ejército de la República de Irlanda, y en noviembre de 1941 fue condenado a un año de prisión por pertenencia a organización ilegal y posesión de documentos del IRA. Tras su puesta en libertad en 1942 fue internado de inmediato en la base militar de Camp Curragh, donde permaneció hasta 1944.)
En 1945 se involucró en los intentos de restablecer el IRA, diezmado en la época por la actuación de las autoridades de la República de Irlanda e Irlanda del Norte. Fue parte de la treintena de hombres que se reunieron en un pub de la ciudad para tratar de restablecer el IRA en Dublín. Organizó la primera reunión nacional de voluntarios del IRA tras la Segunda Guerra Mundial en 1946, siendo arrestado y posteriormente condenado a un año de prisión, debido a que el encuentro fue interrumpido y abortado por la Garda Síochána, la Policía irlandesa.
Tras su liberación en 1947, Goulding organizó campos de entrenamiento para el IRA en los Montes Wicklow, haciéndose cargo en 1951 del comando del IRA en Dublín. En 1953, junto con Sean Mac Stíofáin y Canning Manus, estuvo involucrado en un ataque armado a una base de entrenamiento de oficiales del Ejército británico en la región de Essex. Los tres fueron condenados a 8 años de prisión, pero fueron puestos en libertad en 1959 tras cumplir solo 6 años en varios penales británicos. Durante su estancia en la prisión de Wakefield hizo amistad con miembros de la Organización Nacional de Combatientes Chipriotas (EOKA) y tomó contacto con Klaus Fuchs, un espía de origen alemán que había pasado información sobre el programa nuclear de EE. UU. a la Unión Soviética, comenzando a interesarse por el marxismo y la Revolución de Octubre. 
En 1959 Goulding fue nombrado Intendente General del IRA y en 1962 sucedió a Ruairí O Brádaigh como Jefe de Estado Mayor. En febrero de 1966, junto con Sean Garland, fue arrestado por posesión de un revólver y municiones. En total, Goulding pasó 16 años de su vida en las cárceles británicas e irlandesas.

## Ideología política
Goulding fue fundamental en el movimiento del IRA hacia la izquierda durante la década de 1960. Se opuso a la política de abstencionismo hasta entonces practicada por el republicanismo irlandés y desarrolló un análisis marxista de los problemas de Irlanda. Sostenía que el Reino Unido dividía deliberadamente a la clase obrera irlandesa por razones sectarias, con el fin de explotarlos y evitar que se uniesen y derrocasen a sus opresores burgueses. Este análisis, que dejaba de lado el tradicional enfrentamiento religioso entre protestantes y católicos, fue rechazado por aquellos que más tarde pasarían a formar parte del IRA Provisional tras la escisión del IRA en 1969, que dividiría también a su brazo político, el Sinn Féin.

## El IRA Oficial
Goulding permaneció como Jefe del Estado Mayor de lo que tras la escisión se conoció como el IRA Oficial hasta 1972. Aunque, tal y como hacía el IRA Provisional (PIRA), el IRA Oficial llevó a cabo durante aquellos años una campaña armada, Goulding sostenía que dicha acción en última instancia dividía a la clase trabajadora irlandesa. Después de la repulsa pública que provocó el asesinato de William Best, un soldado británico católico y originario de Derry, así como el bombardeo del cuartel de Aldershot, el IRA Oficial anunció un alto el fuego en 1972. 
La intervención de Goulding fue prominente durante el proceso que acabó desembocando en la conversión de la escisión del Sinn Féin (Sinn Féin Oficial) en el Partido de los Trabajadores de Irlanda. También fue protagonista en la campaña que pretendía evitar la prohibición del aborto. Sin embargo, en 1992 se opuso a las reformas políticas propuestas por Proinsias de Rossa, líder del Partido, y permaneció en el Partido de los Trabajadores después de la escisión de éste y la formación subsiguiente de Izquierda Democrática, a la que consideraba responsable de utilizar el socialismo en la búsqueda únicamente de cargos políticos.

## Últimos años
En sus últimos años Goulding pasó gran parte de su tiempo en su casa de vacaciones en Raheenleigh, en el Condado de Carlow. Finalmente, murió víctima de un cáncer en su Dublín natal. Fue incinerado y sus cenizas esparcidas en el lugar conocido como "las Nueve Piedras", en las laderas del Monte Leinster.